# Adão (Tullio Lombardo)
O Adão é uma estátua criada em Veneza entre 1490 e 1495 por Tullio Lombardo, artista da Renascença italiana. A obra foi esculpida em mármore e tem 191,8 cm de altura. Originalmente fez parte do mais suntuoso monumento fúnebre da Veneza renascentista, a tumba do Doge Andrea Vendramin, instalada na Igreja de Santa Maria dos Servos. Hoje pertence ao acervo do Metropolitan Museum of Art de Nova Iorque, catalogada sob o número 36.163.
A estátua está em pé, tem uma face tranquila, com os olhos ligeiramente voltados para cima e a boca entreaberta. Seus cabelos, caindo até o pescoço, são densamente cacheados. Apóia seu peso sobre a perna direita, com a outra relaxada, uma postura conhecida como contrapposto. Sua mão direita repousa sobre um galho que emerge de um troco decepado de árvore adornado com relevos de uma serpente e folhas de videira, que fazem referência à queda e redenção do Homem. Em sua mão esquerda, elevada à altura do peito, mostra a maçã da tentação. Fazia par com uma figura de Eva, que foi perdida, além de ser parte do conjunto de grandes proporções que constituiu a tumba do Doge, que, embora jamais completada, contava com várias outras figuras e relevos. Sua técnica é muito refinada, com um sutil polimento da superfície, o que realça a pureza do mármore utilizado. Na base traz a assinatura do artista em sua forma latina: TVLLII.LOMBARDI.O.
Esta peça constitui um marco na história da escultura ocidental, sendo o primeiro nu de vulto completo em tamanho natural criado desde a Antiguidade, inserindo-se no ressurgimento do interesse pelos temas clássicos, incluindo o nu, que ocorreu durante o Renascimento. Depois da dissolução do Império Romano e com a crescente censura imposta pelo Cristianismo, o corpo humano como tema, principalmente o nu, saíra do panorama artístico. Concorde com aquela corrente revivalista, o Adão possui linhas nitidamente classicizantes, baseando-se na iconografia antiga de Dionísio e Antínoo, interpretando-a com um senso de dignidade, austeridade e equilíbrio formal típico da escola ática da Grécia Antiga.
Entretanto, a obra não é uma simples reprodução dos cânones clássicos, pois incorpora elementos de sua contemporaneidade. O penteado que exibe é característico da moda veneziana de então, e o seu semblante tem um aspecto elegíaco que tem paralelos nos retratos pintados por grandes artistas do seu tempo, como Giorgione e Giovanni Bellini. Junto com outras esculturas do autor, o Adão exerceu significativa influência em uma mudança estética na arte veneziana, que passou a direcionar-se decididamente para o ideal classicista, incorporando adicionalmente um interesse moderno pela expressão das emoções. É bastante possível, segundo Huse & Wolters, que tenha influído também na criação de uma das mais célebres obras da escultura ocidental, o David de Michelangelo, que havia visitado Veneza em 1494. Além disso, o conjunto da tumba, toda de autoria de Tullio, inspirada ao que parece no Arco de Constantino, se tornou um modelo para a arte fúnebre veneziana ao longo de décadas à frente.

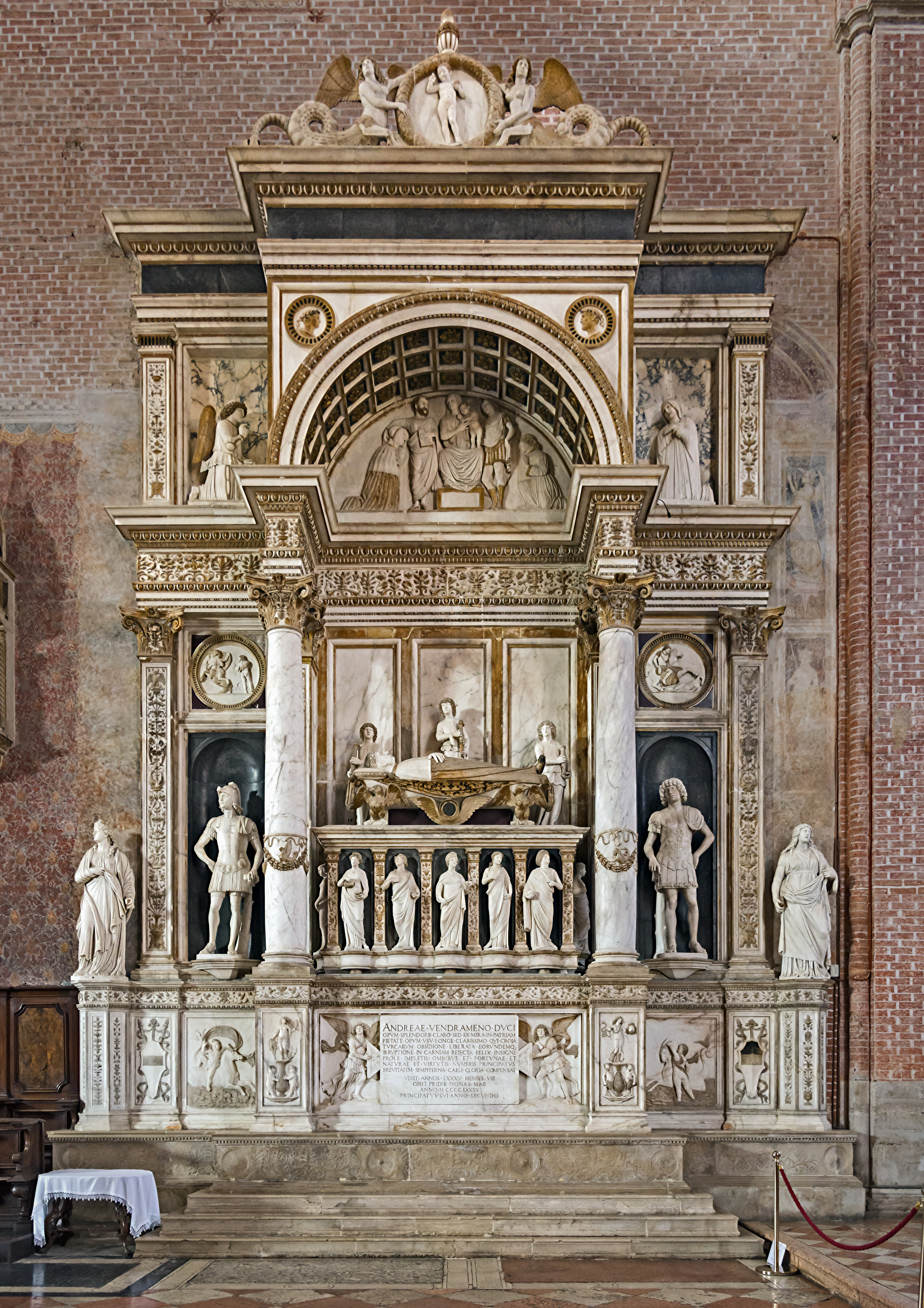
A tumba do Doge Vendramin, reconstituída na Basílica de São João e São Paulo. Os dois nichos laterais, onde hoje estão guerreiros, eram ocupados originalmente pelo Adão e Eva

Permaneceu em seu local de origem até o século XIX, quando a tumba do Doge foi transferida, entre 1810 e 1819, para a Basílica de São João e São Paulo. Numa época em que o nu voltava a ser motivo de embaraço, a estátua foi então retirada do seu conjunto e iniciou uma peregrinação por várias coleções privadas. Até 1865 esteve com os descendentes do Doge em sua residência veneziana, o Palácio Vendramin-Calergi; em seguida passou para Henri Deudonné d'Artois, Conde de Chambord, sendo levada provavelmente para o Castelo de Frohsdorf, perto de Viena, onde deve ter ficado até 1883. Daí foi adquirida sucessivamente pela Princesa Beatrix de Bourbon-Massimo (até c. 1921), por Henry Pereire e sua esposa (até 1935), pelas firmas Stiebel de Paris (até julho de 1936) e Arnold Seligmann, Rey & Co. de Nova Iorque (até dezembro de 1936), quando finalmente foi comprada pelo Metropolitan Museum of Art da mesma cidade, em cuja posse permanece até o presente.
Em 2002, por motivos ainda não completamente esclarecidos, a obra, exposta do Pátio Velez Blanco do museu, tombou de seu pedestal e despedaçou-se no solo. Segundo a administração, provavelmente o pedestal, construído em aglomerado de madeira, cedeu sob o peso da escultura. Os membros e o tronco de árvore se fragmentaram em múltiplos pedaços, mas a cabeça e o torso sofreram estragos menores, mais na forma de arranhões e pequenas lascas. Inicialmente o restauro foi imaginado para se estender por cerca de dois anos, mas continuou até 2014. Em vista da sua importância e da repercussão negativa que o acidente provocou, a equipe encarregada decidiu abandonar o cronograma para executar um meticuloso trabalho prévio de pesquisa de materiais e técnicas inovadoras, a fim de recuperá-la com a maior exatidão e durabilidade possível. Foi desenvolvida inclusive uma técnica de mapeamento a laser da peça para possibilitar um diagnóstico mais exato dos pontos de tensão e com isso estabelecer um roteiro de procedimentos mais adequado. Em novembro de 2014, finalmente, a obra foi reapresentada ao público inteiramente recuperada, sendo exposta com destaque em uma nova galeria especialmente dedicada à Renascença veneziana. Ao mesmo tempo foi programado um roteiro de atividades paralelas que incluiu o lançamento de três ensaios críticos sobre a obra.